# Jañaözen
Jañaözen (in kazako Жаңаөзен?) è una città del Kazakistan situata nella regione di Mangghystau e, precisamente, nella zona desertica della penisola di Mangyshlak.

## Storia
La città fu fondata nel 1968 come base per gli impianti di estrazione di gas e di petrolio delle aree circostanti. Fino al 1992 era nota con il nome di Novy Uzen  (in russo: Новый Узень).

### Scioperi nel settore petrolifero nel 2011-2012
Il 16 dicembre la città è stata teatro di violenti scontri tra le forze dell'ordine e gli operai dei vicini campi petroliferi della Ersai Caspian Contractor, controllata dalla Saipem, gruppo ENI; gli scioperanti hanno manifestato per i propri diritti, da oltre sei mesi nella piazza principale. Secondo la polizia ci furono 16 vittime, tra forze dell'ordine e manifestanti, mentre secondo l'opposizione le vittime furono decine.
Il 17 dicembre è stato dichiarato lo stato di emergenza in tutta l'area cittadina; le strade sono state bloccate e l'aeroporto locale è stato chiuso. La copertura cellulare è stata bloccata, così come i collegamenti internet.
Lo stato di emergenza è stato prolungato fino al 31 gennaio 2012.
Human Rights Watch ha pubblicato un dossier sulla vicenda: le indagini condotte da diversi ispettori di Human Right Watch, mettono in evidenza continue violazioni dei diritti dei lavoratori da parte della Ersai Caspian controllata dall'ENI, che per molto mesi hanno rifiutato ogni trattativa sulle richieste salariali dei lavoratori, licenziando gli operai sindacalmente più attivi, a minacciarli e in qualche caso anche a farli aggredire fisicamente,.